# Lnáře
Lnáře [ˈlnaːr̝ɛ] (deutsch Schlüsselburg) ist eine Gemeinde in Südböhmen und gehört zum Okres Strakonice.

## Geographie

### Geographische Lage

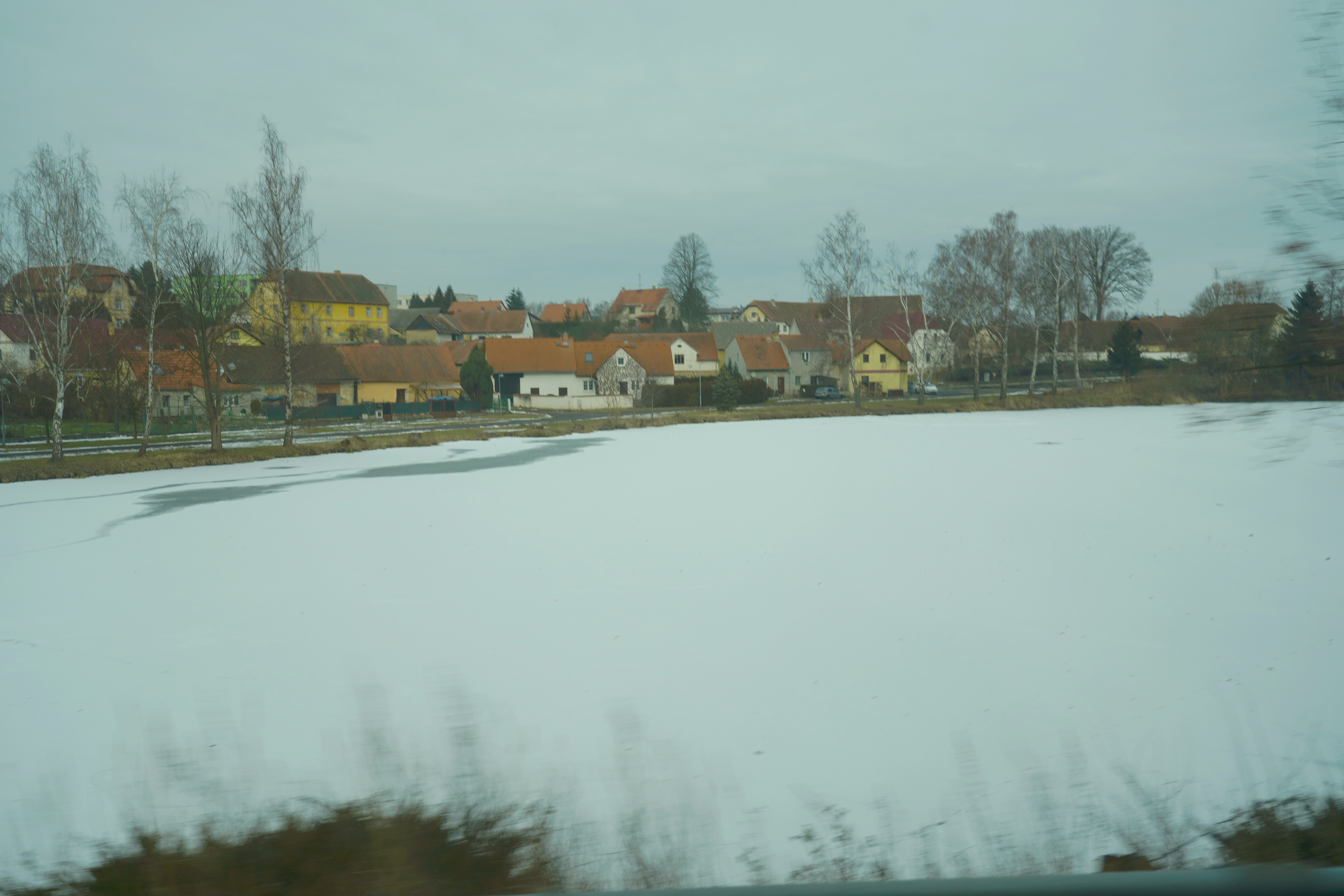
Ortsansicht

Lnáře befindet sich in einer wasser- und waldreichen Gegend am Smolivecký potok.

## Gemeindegliederung
- Zahorčice

## Geschichte
Die Gegend war bereits zur Zeit der Kelten besiedelt. Die erste schriftliche Erwähnung stammt aus dem Jahr 1313. Im Dorf stand damals eine Holzfestung der Ritter von Lnář. Von dieser Familie sind nur Ulrich (1313) und Habart (1356) und deren Brüder bekannt. Die Festung bauten sie 1597 zum Schloss um, das im 20. Jahrhundert als Brauerei genutzt wurde und jetzt als Wohngebäude dient. Bedeutung gewann das Dorf durch die Residenz verschiedener Adelsfamilien auf dem benachbarten Schloss Lnáře.
Anfang des 15. Jahrhunderts gehörten die Ländereien den Zmrzlík von Schweißing, die sie 1564 an Zdeniek von Sternberg verkauften, der seine Besitzungen herunterwirtschaftete und Schlüsselburg 1575 an Wenzel von Donin (Václav z Donína a na Bílém Újezdci) verpfändete, von dem es zwei Jahre später Adam von Sternberg und Bechin kaufte. Sein Sohn Jaroslav vermachte es 1635 seiner Tochter Eva, verheiratet mit Grafen Adam Matthias von Trauttmansdorff, die es 1660 an Aleš Ferdinand Vratislav z Mitrovic veräußerte. Dieser ließ bei der alten Festung ein Schloss und die Kirche der Höchsten Dreieinigkeit bauen. Seine Töchter verkauften alle Güter 1675 an Humprecht Jan Czernin z Chudenic, dessen Sohn Thomas das Augustiner-Kloster erbauen ließ. Nach dem Tod Humprechts brachte seine Tochter Schlüsselburg in die Ehe mit einem Abkömmling des Geschlechts von Künigl ein und besaß es bis 1745. Es folgten die Familien Sporck und der Passauer Fürstbischof, Graf Leopold von Thun, der es 1804 an die Herren Linker von Lützenwick verkaufte. 1880 bis 1924 gehörte das Schloss Karl Klement von Lilgenau.

## Kultur und Sehenswürdigkeiten

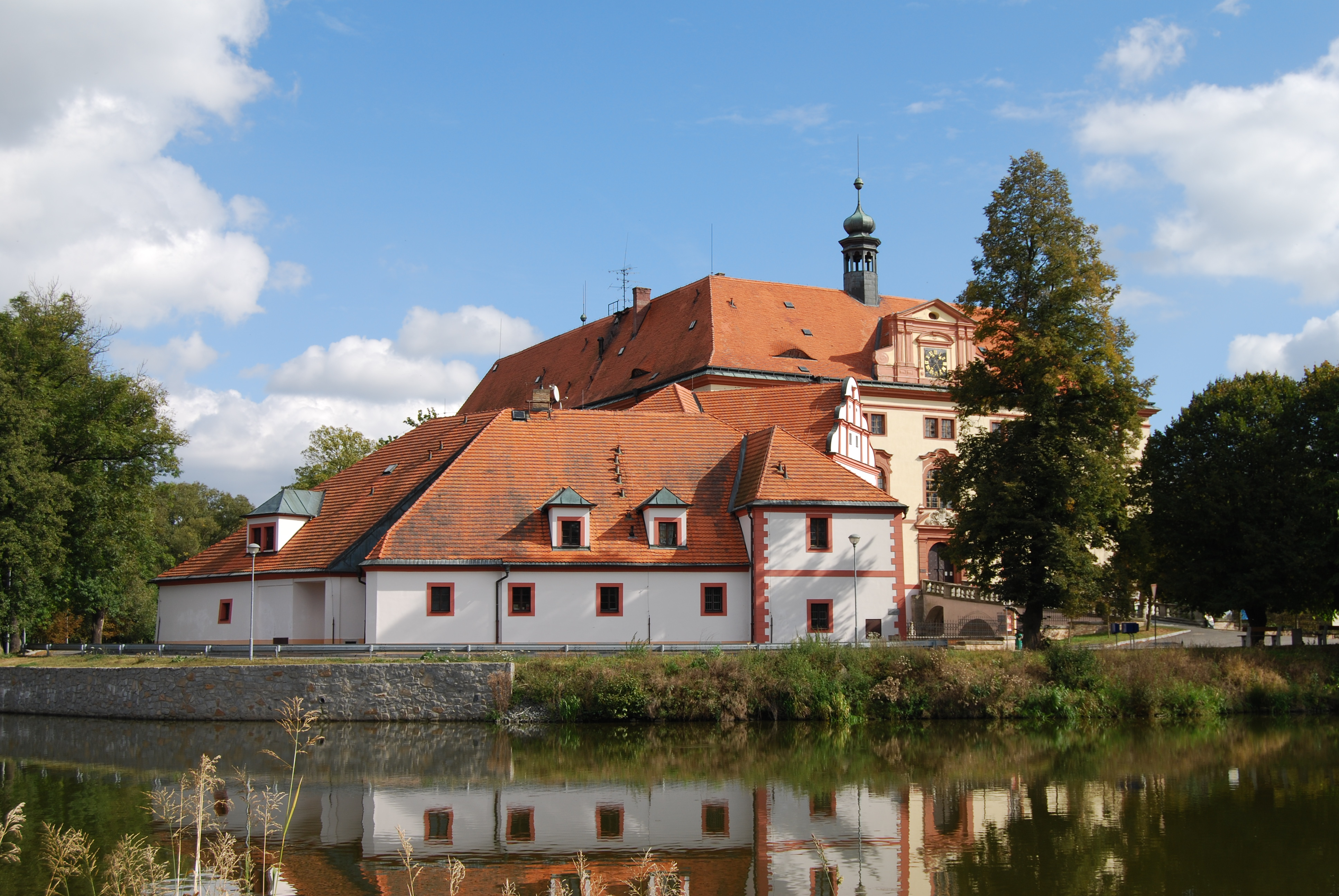
Schloss

- Galerie mit ganzjährigen Ausstellungen
- Barockschloss Schlüsselburg (1670)
- Kloster der barfüßigen Augustiner (1688–1693)
- Gebetshaus der böhmischen Hussiten-Gemeinde
- Kirche des Hl. Nikolaus aus dem 17. Jahrhundert
- Kapelle der Hl. Anna

## Wirtschaft und Infrastruktur
Bekannt ist die Gemeinde durch ihre jahrhundertelang betriebene Teichwirtschaft und Fischzüchtung. Als eine Besonderheit gilt dabei der Lnářský kapr modrák, benannt nach dem Züchter Theodor Mokrý.